# Saetotenes
Saetotenes es un género de polillas tortrícidas categorizado en la tribu Schoenotenini, de la subfamilia Tortricinae. Fue descrito por Diakonoff en 1960.

## Especies
- Saetotenes anguina Diakonoff, 1973
- Saetotenes atresta Diakonoff, 1972
- Saetotenes deterior Diakonoff, 1974
- Saetotenes dimorpha (Diakonoff, 1954)
- Saetotenes farinata (Diakonoff, 1954)
- Saetotenes infuscata (Diakonoff, 1954)
- Saetotenes latenota (Diakonoff, 1954)
- Saetotenes megalops (Diakonoff, 1954)
- Saetotenes metagrapha (Diakonoff, 1954)
- Saetotenes ornithotypa (Meyrick, 1938)
- Saetotenes rubiginosa (Diakonoff, 1954)
- Saetotenes sitochroma (Diakonoff, 1954)